# Biurowiec Skalar Office Center w Poznaniu

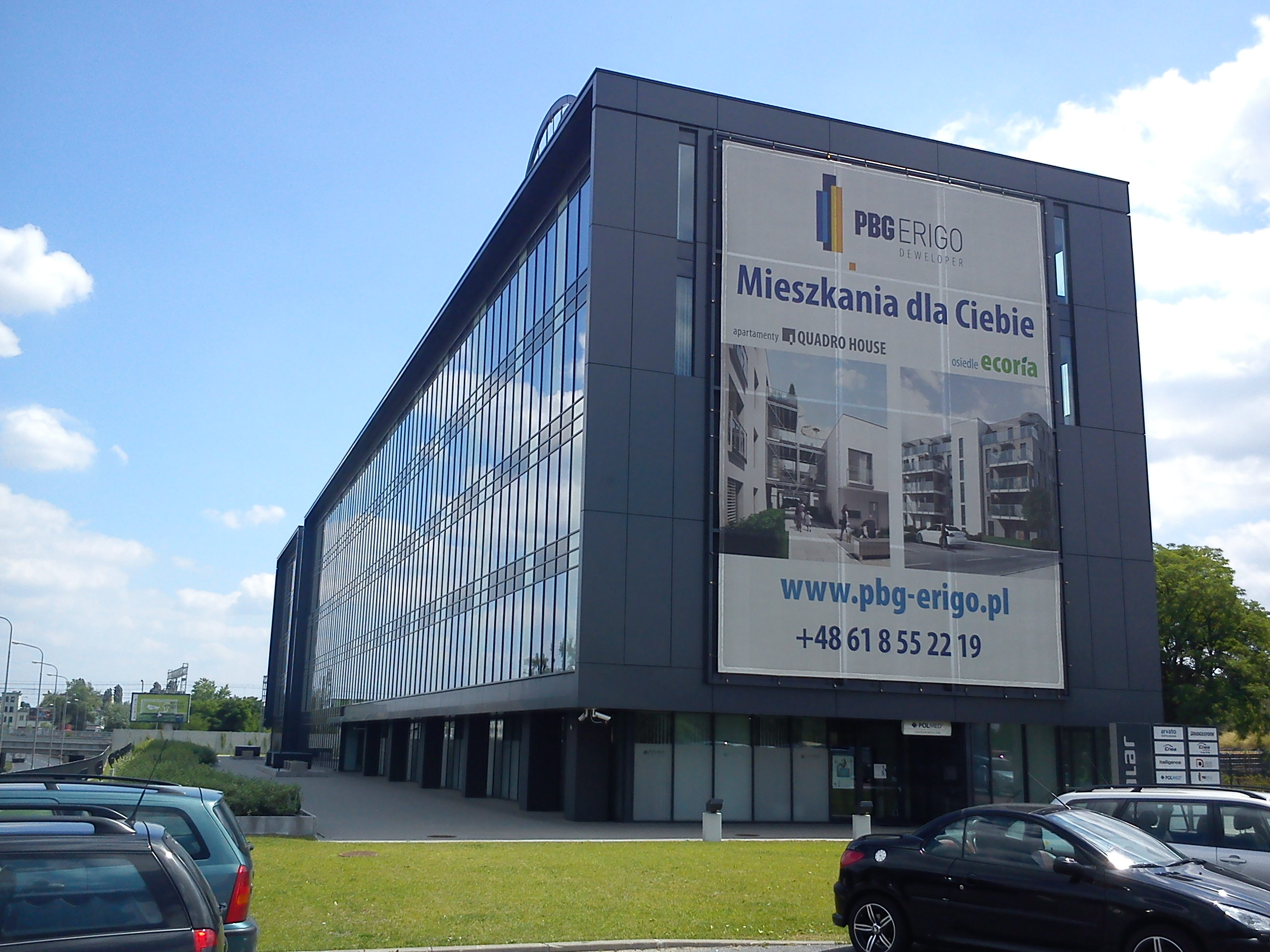
Biurowiec od strony ul. Hetmańskiej

Biurowiec Skalar Office Center, także Biurowiec Hydrobudowa-9 – budynek biurowy usytuowany przy ul. Góreckiej 1, róg ul. Hetmańskiej na Łazarzu na osiedlu administracyjnym św. Łazarz w Poznaniu.

## Opis
Architektura biurowca stanowi modernistyczne połączenie elementów szkła i aluminium. Projekt budynku powstał w pracowni architektonicznej Ewy i Stanisława Sipińskich. Bryła budynku składa się z dwóch skrzydeł, północnego i południowego, przylegających wewnętrznymi bokami do wspólnego, przeszklonego patio, które umożliwia komunikację między obiema skrzydłami obiektu.
We wnętrzu biurowca Skalar, który spełnia wymagania klasy A dla obiektów biurowych, zastosowano zaawansowane technicznie rozwiązania. Obiekt zaliczany jest do tzw. inteligentnych budynków, gdzie dzięki specjalnemu systemowi BMS (Building Management System), który zainstalowano w biurowcu, umożliwiającym kontrolę klimatu w budynku, możliwe jest sterowanie ogrzewaniem, klimatyzacją oraz wilgotnością powietrza w poszczególnych pomieszczeniach.

## Historia
Budowę budynku trwającą od października 2008, zakończono w październiku 2010. Pod koniec 2010 został oddany do użytku. Generalnym wykonawcą obiektu było przedsiębiorstwo budowlane Hydrobudowa 9. Biurowiec powstał na terenie, gdzie przez długi czas funkcjonowały biura i magazyny przedsiębiorstwa Hydrobudowa S.A.

## Nagroda
W 2011 biurowiec został nagrodzony w konkursie „International Property Awards”, w części europejskiej konkursu „Europe 2011 Award Winners”, gdzie otrzymał tytuł dla najlepszego polskiego projektu architektonicznego w kategorii „Best Office Architecture”. W tej edycji konkursu, w wymienionej kategorii, Skalar Office Center był jedynym polskim obiektem wyróżnionym przez międzynarodowe jury.